# Micrornebius aquilus
Micrornebius aquilus is een rechtvleugelig insect uit de familie Mogoplistidae. De wetenschappelijke naam van deze soort is voor het eerst geldig gepubliceerd in 1992 door Gorochov.